# Parafia Świętych Apostołów Piotra i Pawła w Węgorzewie
Parafia Świętych Apostołów Piotra i Pawła – parafia prawosławna w Węgorzewie, w dekanacie Olsztyn diecezji białostocko-gdańskiej.
Na terenie parafii funkcjonuje 1 cerkiew:
- cerkiew Świętych Apostołów Piotra i Pawła w Węgorzewie – parafialna

## Historia
Parafia została erygowana w 1950 r. na potrzeby Ukraińców wyznania prawosławnego przesiedlonych z okolic Włodawy, Hrubieszowa i Rzeszowa w rejon Węgorzewa w czasie akcji „Wisła”. Wśród pierwszych wyznawców prawosławia w tym rejonie byli też migranci z Białostocczyzny oraz repatrianci (kilka rodzin z Dokszyc). Pierwszym proboszczem został ks. Damian Towściuk, były więzień obozu w Jaworznie. Cerkiew parafialną urządzono w dawnej kaplicy baptystycznej z początku XX w.
Po 1956 r. liczba parafian uległa zmniejszeniu w związku z powrotami na ojcowiznę, a także emigracją do USA.
W latach 70. XX w. oraz w 2009 r. przeprowadzono remont świątyni.
Nabożeństwa parafialne celebrowane są w języku cerkiewnosłowiańskim z wymową ukraińską, natomiast kazania są głoszone wyłącznie w języku ukraińskim.

## Wykaz proboszczów
- 1950–1959 – ks. Damian Towściuk
- 1959–2013[2] – ks. Witalis Czyżewski
- od 2014 – ks. Bazyl Taranta